# Naświty
Naświty (niem. Naasewitt) – osada w Polsce położona w województwie warmińsko-mazurskim, w powiecie ostródzkim, w gminie Małdyty.
W latach 1975–1998 miejscowość administracyjnie należała do województwa olsztyńskiego.

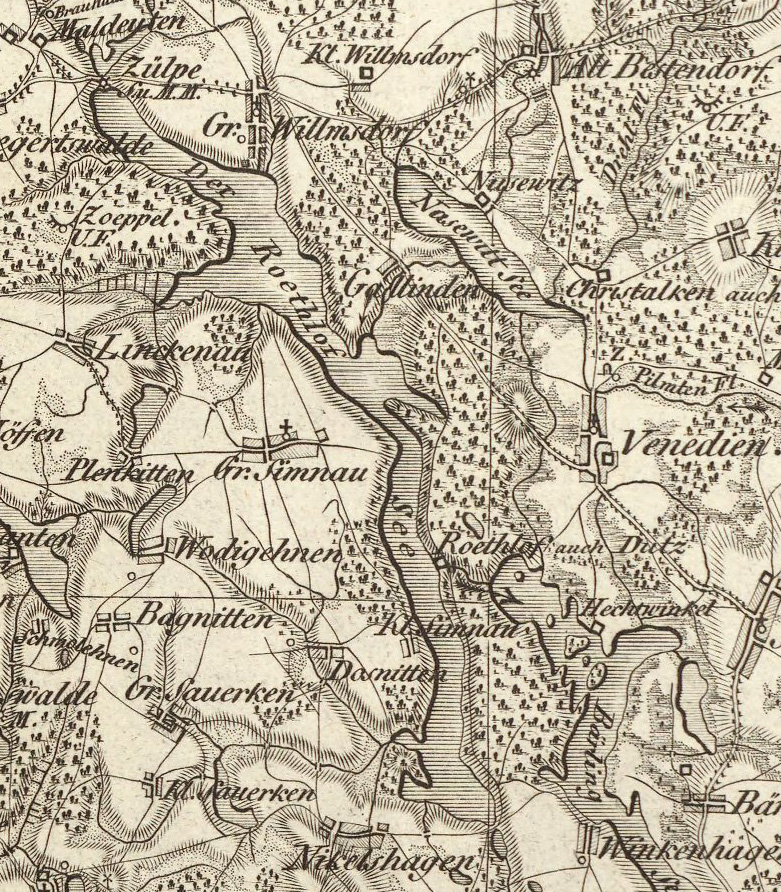
Nieistniejące jezioro Naświty na mapie z 1802 roku autorstwa Friedricha Leopolda von Schröttera

Wieś wzmiankowana w dokumentach z XVII w. jako folwark szlachecki na 10 włókach. Nazwa wsi pochodzi od nazwy jeziora, połączonego z Jeziorem Ruda Woda rzeką Drela. W wyniku budowy Kanału Elbląskiego w latach 1844–1860 r. obniżono poziom jezior pomiędzy Jeziorakiem i jeziorem Drużno, wobec czego jezioro Naświty całkowicie wyschło. 
W roku 1782 we wsi odnotowano cztery domy. W 1820 we wsi było 4 dymy (domy) i 32 dusze (mieszkańcy), natomiast w 1858 w pięciu gospodarstwach domowych było 83 mieszkańców.
W roku 1973 jako osada Naświty należały do powiatu morąskiego, gmina i poczta Małdyty.